# آلودگی دریایی

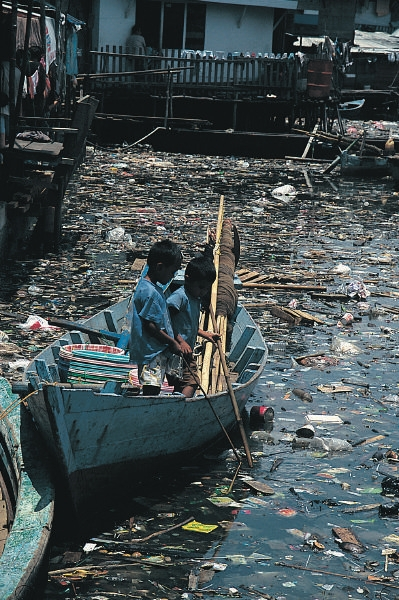
آلودگی آب در خلیج میناماتا، ژاپن

آلودگی اقیانوس یا آلودگی دریایی تأثیر مستقیمی بر روی زندگی انسانها و دیگر جانداران دارد. آلودگی دریایی به عواملی مانند: آلودگی رودها، ریختن زباله در دریاها و نشت نفت توسط نفت‌کشها بستگی دارد.

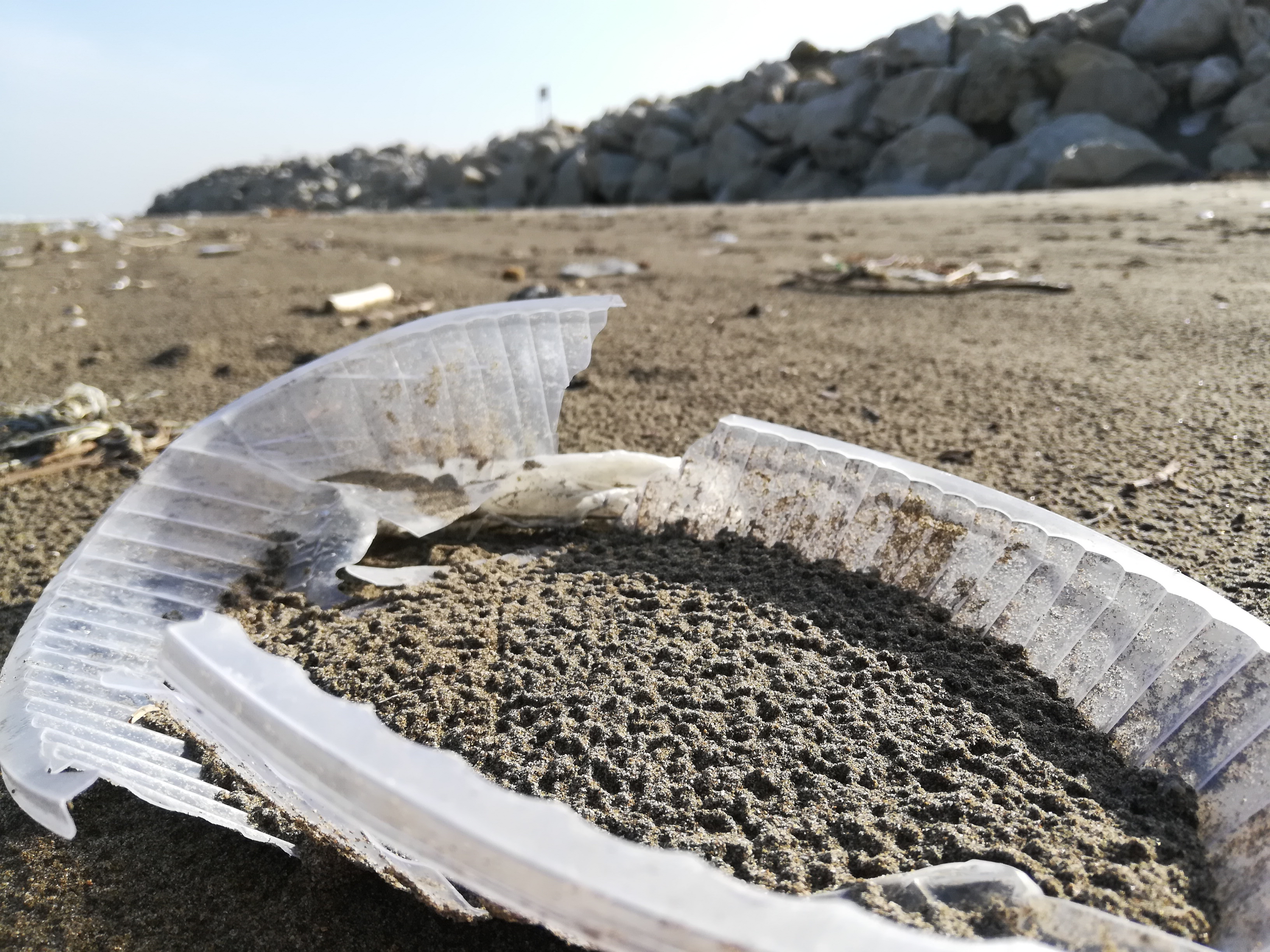
آلودگی ساحل بندر انزلی با ظروف پلاستیکی

## آلودگی رودها
بسیاری از تأثیرات مخرب آلودگی رودها و دریاچه‌ها را می‌توان بر روی اقیانوسها مشاهده کرد. از آن جا که بسیاری از رودها سرانجام به اقیانوس می‌رسند، آلوده شدن رودها می‌تواند باعث آلودگی اقیانوس نیز بشود.
رودهایی که در شمال اروپا از شهرهای بزرگ صنعتی عبور می‌کنند، روزانه مقدار زیادی مواد زاید شیمیایی، کشاورزی و شهری را به دریای شمال می‌ریزند. گردش آب باعث می‌شود این مواد در نزدیکی ساحل جمع شود؛ و بیشتر آن‌ها را به طرف ساحل هلند هدایت می‌کند.

## زباله‌ها
در شرق آمریکا برای دهه‌ها رایج بود که با قایق به قسمت‌های باز اقیانوس اطلس می‌رفتند و زباله‌هایشان را در آن جا می‌ریختند. حجم زیادی از مواد زاید بیمارستانی، فاضلاب و زباله ناگهان در تابستان سال ۱۹۸۸ به سواحل ماساچوست تا نیوجرسی بازگشت. در برابر این اتفاق اعتراضات مردمی زیادی صورت گرفت. کنگره آمریکا که تحت فشار افکار عمومی بود، سال بعد قانون ممنوعیت ریختن زباله در اقیانوس را تصویب کرد. این قانون ریختن هر گونه آلوده‌کننده‌ای را به اقیانوس ممنوع کرده بود. با این حال ۱۰ تا ۲۰ درصد آلودگی دریا را ریختن زباله در آن تشکیل می‌دهد.
با این که ملموس‌ترین نتایج آلودگی را می‌توان در سواحل دید اما مرکزی‌ترین نقاط اقیانوس هم از این خطر در امان نمی‌مانند. به‌طور مثال ترهیردال کاشف و دانشمند نروژی و همراهانش توده‌هایی از ماده‌ای قهوه‌ای تا سیاه قیرگون یا آسفالت مانند از شنریزه‌هایی را که در مرکز اقیانوس اطلس پخش شده بودند، مشاهده کرد. آلودگی به حدی بود که او آن مکان را به خروجی فاضلاب شهری شباهت داده بود.
بنابه گزارش دیوید لایست با عنوان (پلاستیکها به اندازه نشت نفت، فلزات سنگین و سایر سموم باعث مرگ و میر پستانداران می‌شود). عروس دریایی جزو غذاهای لاک‌پشتها و پرنده‌های دریایی است؛ لاک‌پشت‌ها و پرنده‌های دریایی به راحتی ممکن است چیزهای کوچکی مانند پلاستیک را به جای طعمه‌هایشان بخورند؛ که تا به حال ۴۲ گونه پرنده دریایی پلاستیک خورده‌اند.
علیرغم قانون ممنوعیت بین‌المللی ریختن زباله در اقیانوس تخمین زده‌اند که کشتیها روزانه بیش از ۵۰۰ هزار تکه ظرف و کیسه‌های پلاستیکی در اقیانوس می‌ریزند.

## نشت نفت
نشت نفت یکی دیگر از عوامل آلودگی اقیانوس است. از ۱۴۰۰۰ حادثه نشت نفت در سال، بسیاری ابعاد کوچکی دارند و جمع‌آوری می‌شوند، اما بعضی هم فاجعه بار هستند. در سال ۱۹۸۹ تنگه پرنس ویلیام در آلاسکا شاهد نشت۵۶ میلیون لیتر نفت خام توسط نفت‌کش اکسون والدز بود. نفتکش دیگری در سال ۱۹۹۳ در نزدیکی جزایر بردفیلد شتلند در اسکاتلند، ۹۸ میلیون لیتر نفت خام ریخت.
از جمله خسارت‌های میان مدت این گونه حوادث، مرگ و میر ماهیها، پستانداران دریایی و مرغان دریایی است.

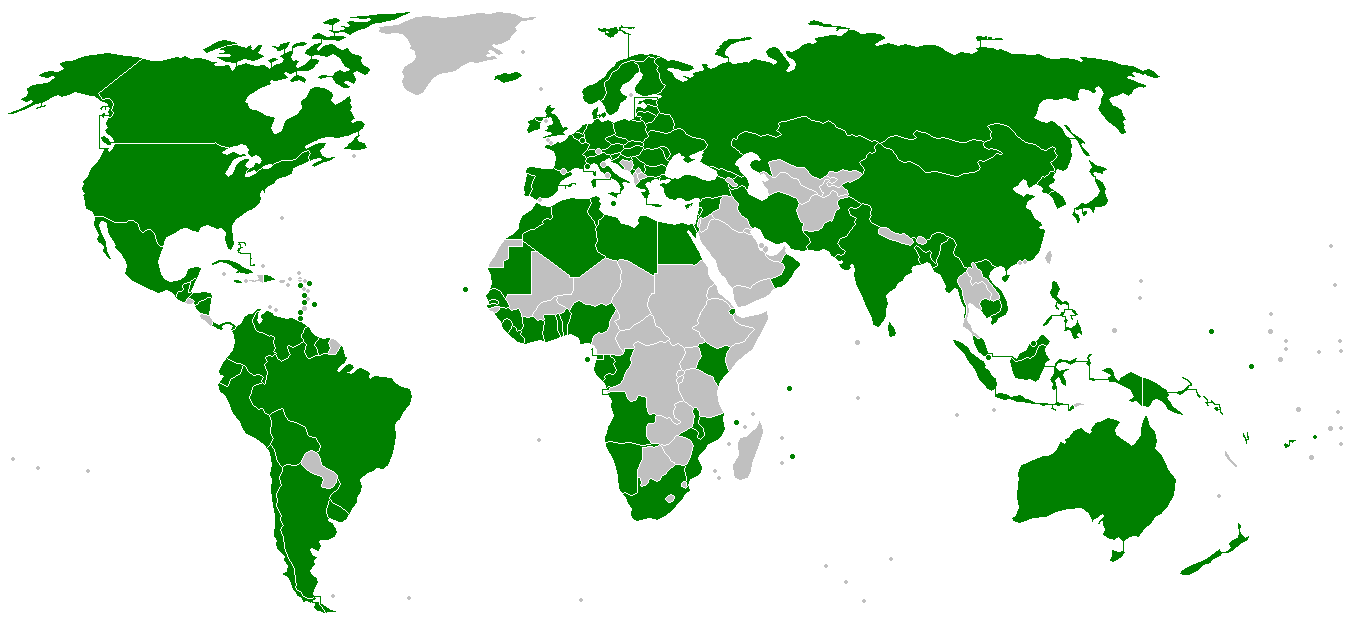
کشورهای عضو کنوانسیون بین‌المللی جلوگیری از آلودگی ناشی از کشتی‌ها

## مارپل ۷۸/۷۳
مارپل ۷۸/۷۳ کنوانسیون بین‌المللی جلوگیری از آلودگی ناشی از کشتی‌ها است. این معاهده ترکیبی از معاهده سال ۱۹۷۳ و توافقنامه سال ۱۹۷۸ می‌باشد که در دوم اکتبر ۱۹۸۳ لازم‌الاجرا گردید.